# Double Dragon II
Double Dragon II är ett Game Boy-spel från 1990. Grafik, musik och handling ändrades inför släppen av de internationella versionerna.
Ursprungligen var spelet tänkt att utanför Japan släppas under titeln The Renegades, en uppföljare till Renegade, innan namnet ändrades.

### Fotnoter
1. ↑  "Double Dragon II: The Revenge." Moby Games. läst 2 april 2009.
2. ↑  ”Article 48—AMERICAN TECHNOS THE RENEGADES FLYER”. VIDEO-GAME EPHEMERA. http://www.video-game-ephemera.com/048.htm.